# Великий Фонтан
Великий Фонтан (укр. Великий Фонтан) — село, относится к Подольскому району Одесской области Украины.
Население по переписи 2001 года составляло 186 человек. Почтовый индекс — 66323. Телефонный код — 4862. Занимает площадь 0,4 км². Код КОАТУУ — 5122981301.

## Местный совет
66324, Одесская обл., Подольский р-н, с. Великий Фонтан, ул. Победы, 7